# 詹姆斯·斯图尔特·布莱克顿
詹姆斯·斯图尔特·布莱克顿（J. Stuart Blackton，1875年1月5日—1941年8月13日）是一名英国裔美国人。詹姆斯·斯图尔特·布莱克顿1875年出生于英国英格兰谢菲尔德。1885年，詹姆斯随家人移民到美国，姓氏也从“Blacktin”改为“Blackton”。1896年，詹姆斯加入了爱迪生的电影放映机公司，习得电影制片技术，成为了一名电影制片人。1897年，詹姆斯成立了自己的公司维塔格拉夫制片厂。维塔格拉夫制片厂曾是美国利润率最高的电影公司之一。詹姆斯因是世界上最早制作出动画片的制片人之一而被誉为“美国动画之父”。